# Catharijnegasthuis (Utrecht)

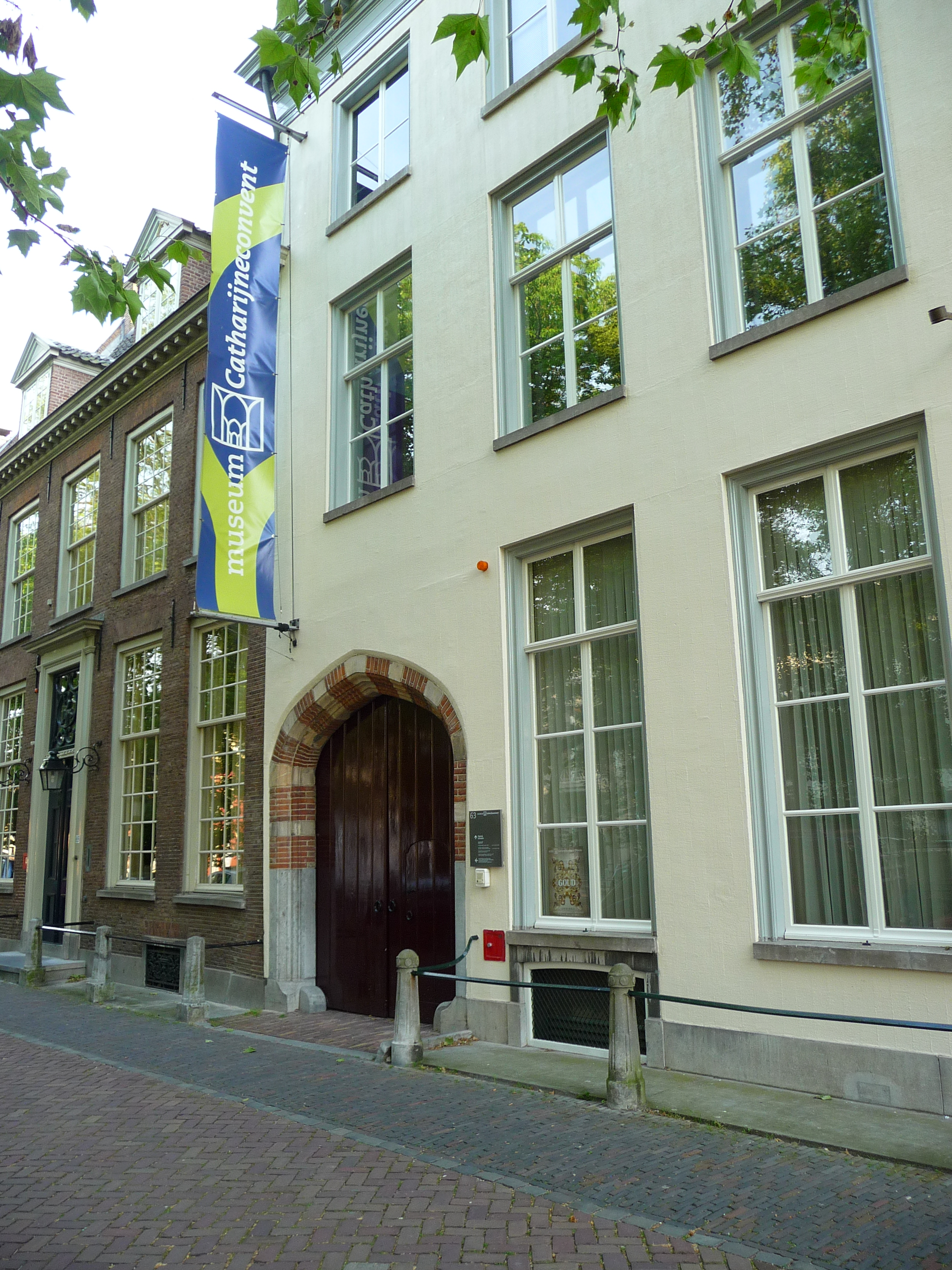
Poort naar het voormalige Catharijnegasthuis aan de Nieuwegracht 63.

Het Catharijnegasthuis was vanuit de middeleeuwen in de Nederlandse plaats Utrecht een instelling waar zieken verzorgd konden worden.
Dit eerste gasthuis in Utrecht werd in de 12e of 13e eeuw gesticht door johannieters naast hun klooster op het Vredenburg (destijds Catharijneveld geheten). Het gasthuis stond ook wel bekend als het Elendighe ghasthuys. Omstreeks 1529 verhuisde het in verband met de bouw van de dwangburcht Vredenburg door naar het Karmelietenklooster aan de Nieuwegracht/Lange Nieuwstraat. Het oude gasthuis werd afgebroken. Tot aan 1580 telde het gasthuis 24 bedden, daarna 50. Vanaf circa 1603 tot 1631 bevond zich een bijgebouw aan de Brigittenstraat. Na de oprichting van de Utrechtse universiteit in 1636 werd het Catharijnegasthuis een academisch ziekenhuis. Onder de Fransen werd het gasthuis rond 1812 gevorderd en diende het als militair hospitaal. 
In 1817 ontstond als voortzetting van dit gasthuis het Academisch Ziekenhuis Utrecht, vandaag de dag onderdeel van het Universitair Medisch Centrum Utrecht. Medio 19e eeuw fungeerde het enige tijd als noodhospitaal tijdens een cholera-epidemie. In het tweede kwart van de 20e eeuw werd het Agnes- en Catharijnegasthuis aan de Pelmolenweg gebouwd en dat vormde een verzorgingshuis voor hulpbehoevende bejaarden.

## Andere Utrechtse gasthuizen
Utrecht heeft 18 of meer andere gasthuizen (gekend), waaronder:
- Bartholomeïgasthuis
- Leeuwenbergh Gasthuis
- Sint Eloyen Gasthuis
- St. Elisabethgasthuis aan de Oudegracht 245